# 石田航星
石田 航星（いしだ こうせい、1986年 - ）は日本の建築学者。早稲田大学創造理工学部建築学科/早稲田大学理工学術院准教授。博士（工学）。
専門は建築生産。

## プロフィール
秋田県出身。2004年 秋田県立横手高等学校卒業。2009年 早稲田大学創造理工学部建築学科卒業。2011年 早稲田大学創造理工学研究科建築学専攻修士課程修了。2012年 早稲田大学建築学科助手。
2014年 工学院大学建築学部助教。2018年 早稲田大学理工学術院専任講師。2021年 早稲田大学理工学術院准教授。

## 受賞歴
- 2012 年国際建設ロボットシンポジウム（ISARC）Best Paper Award
- 2013 年度小野梓記念賞（学術）